# Lampetis argentosparsa
Lampetis argentosparsa es una especie de escarabajo del género Lampetis, familia Buprestidae. Fue descrita científicamente por Perty en 1830.